# 晨昏圈

模擬涵蓋中歐地區日落的晨昏線變化。

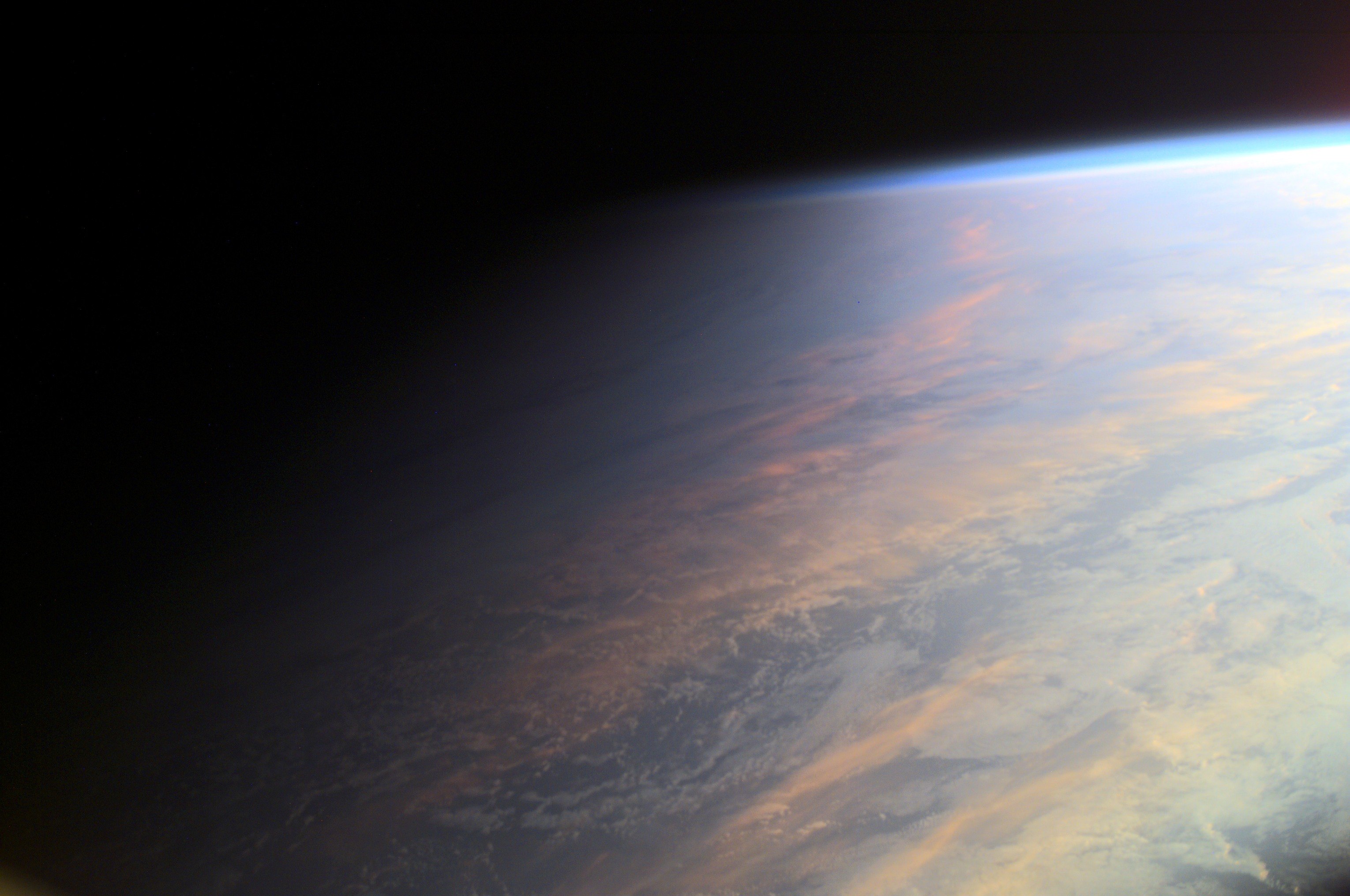
從ISS上拍攝到橫越過地球表面的晨昏線。晨昏線是渐变的，在此處的地球表面正在黎明前的曙光中逐漸脫離黑暗的夜晚。

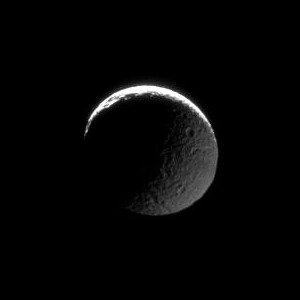
米瑪斯的影像上從明亮至黑暗的區域呈現兩條晨昏線的前緣。這兩條晨昏線都橫越過表面，在北方明亮的那條是陽光造成的，在東方的則是土星照形成的。

晨昏圈，又称晨昏線，或是曙暮光區是一條虛擬的線，它在行星的表面畫出了白天和黑夜的交界線（也稱為灰線）。晨昏圈由晨线和昏线组成，晨线和昏线各是一个半圆弧，晨线的东边是昼半球，昏线的西边是夜半球。在地球，晨昏線是地球上昼半球和夜半球的分界线，是一條直徑與地球接近的圓圈，除了極區以外，晨昏線每天會經過地球上同一個地點兩次， 一次是日出，另一次是日落。

## 定義
晨昏線的數學定義是在衛星或行星表面上，與太陽正切的所有點集合形成的軌跡。這條線在地球上分割出了由白天進入黑夜，和由黑夜進入白天的地區。在任何時刻（日食的時間例外），地球上都有一半的地區被照亮。晨昏線的位置因為地球自轉和繞著太陽公轉，而不停的隨著時間在改變。晨昏線的變化以一年為周期循環著，在分點，晨昏線幾乎與經線平行，並且在至點有最大的夾角，大約是23.5°。

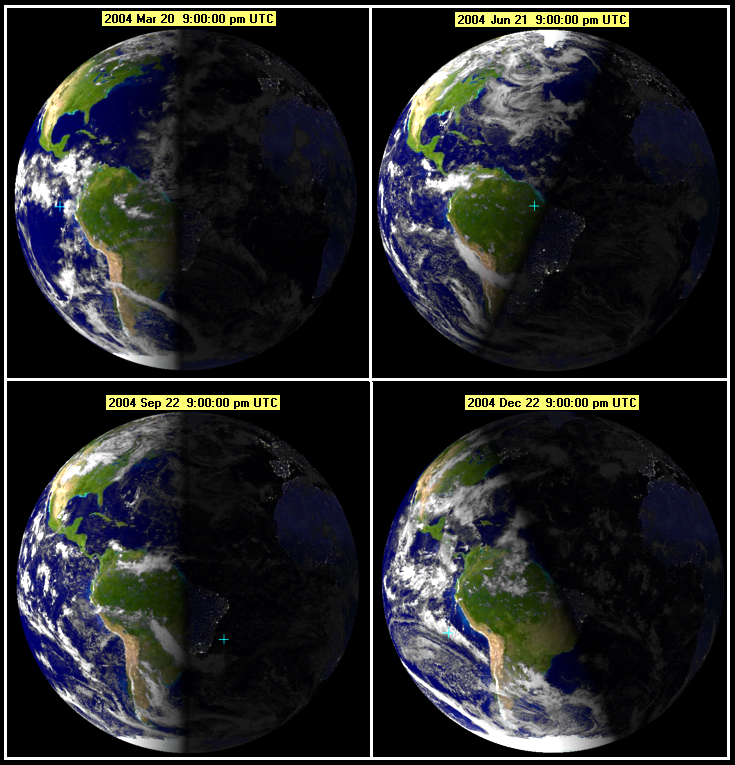
晨昏線在南半球和北半球的方像取決於季節。在春季和秋季的分點（大約是3月21日和9月21日），地球的自轉軸相對於太陽是不傾斜的，所以晨昏線是平行地球的自轉軸和經線。

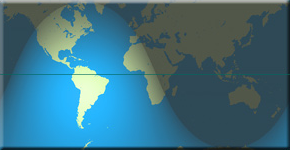
1月3日的晨昏線。請注意北半球和南半球在光量上的差別極大。此时的太阳直射点在南半球

## 与经纬线的关系
在每年的春分日和秋分日，晨昏圈与某个经线圈是重合的，其他时刻，晨昏圈与任一根经线都只有一个交点。此时，全球昼夜平分。晨昏线上的所有地方时都是上午6点或下午6点。
晨昏圈与纬线可能只相交于一点，也可能相交于两点，或者没有交点，且没有其他情况。没有交点的纬线处于极昼极夜范围之内，只有一个交点的纬线处于极昼极夜范围的边缘，有两个交点的纬线当时没有极昼极夜现象。其中有两个交点的纬线被晨昏圈分成两段圆弧，在昼半球的那段叫昼弧，在夜半球的那段称为夜弧。
在赤道，平常的條件下（沒有像山這樣的障礙，或高於海平面以上的障礙），晨昏線每小時會移動1600公里（接近每小時1000英里）。當接近障礙時，這個速度會更高－例如像是在高山－前進的晨昏線的陰影將一如原來沿著平地前進的擴散至障礙物。晨昏線的速度在向極區接近時會逐漸減慢，在永晝或永夜的邊緣速度為0。
協和飛機和圖波列夫的Tu-144超音速客機是唯一用來載客且能超越晨昏線最高速度的飛機。然而，在較高緯度速度較慢的車輛也能超過晨昏線的速度，而在至點的時候，晨昏線在極點的速度會比任何其他時間都快。在視覺上的效果是看見太陽從西邊升起。
檢視晨昏線可以獲得一些關於天體表面的資訊，例如，大氣層的存在會使晨昏線變得模糊。當一個物體在大氣層內的高度被提升時，則原本在地平線下的光源就可能被看見。微粒會散射光線，並且反射一部分回到地面。因此，即使在太陽已經沉没之後，天空依然可以維持些許的亮度。
業餘無線電操作者充分利用晨昏線（所謂灰線的情況）來執行長距離的通信。在良好的情況下，無線電波可以沿著晨昏線傳播至對蹠點。這主要是因為會吸收高頻訊號的D層，在晨昏線的夜晚側￼會迅速的消失，這個過程稱為天波傳遞。
事實上，有些低地球軌道衛星被設計成在晨昏線上繞極運轉的軌道，所以它們的太陽電池能穩定地接收陽光，且不用擔心受到日食的干扰。像這樣的軌道被稱為“晨昏軌道”，这是一種太陽同步軌道。當電池的使用時間被延長了，低軌道衛星的使用壽命也可以相對地被延長。
這樣的軌道還可以讓對太陽影響要求最小的特定實驗可以進行，设計者可以選擇將相關的感測器安裝在衛星背像太陽一側的陰暗面中。

## 实际中的晨昏圈
因为大气的折射，太阳的高度在没有直射的情况下总是比没有大气的情况下要大，再加上大气的散射作用，昼半球总是要稍稍地大于夜半球。晨昏圈因为大气对太阳光散射的作用，而使晨昏圈在地球上是比较模糊的。

## 外部連結
- 現在的晨昏線 （页面存档备份，存于）
- aa.usno.navy.mil （页面存档备份，存于） – 網站上計算合成影像 (黑白或彩色) 以描述給定時間(日期和時間)的晨昏線